# Pingst (musikalbum)
Pingst är ett musikalbum med den kristna sångaren Artur Erikson som utkom 1979. Temat för skivan är den pingsten och Den Helige Ande. På skivan medverkar även kören Sacré Choeur.

## Låtlista

### Sida 1
1. Helige Ande, låt nu ske
2. Lågorna är många
3. Icke genom någon människas styrka
4. Ingen min nöd och smärta förstår
5. Helge Ande du som är
6. Gjut din ande
7. Han löftet höll
8. Ett Kristusbrev till världen

### Sida 2
1. Strömmar av liv
2. Jag har aldrig sett vinden
3. Every time I feel the Spirit
4. O, Pingst du sköna dag
5. Andens frukter
6. Pingstlängtan
7. Som hjorten efter vatten
8. Helge Ande, Herre kär